# Катарина Шишмановић
Катарина Шишмановић (Крагујевац, 10. мај 1983) српска је ТВ водитељка.

## Биографија
Шишмановић, која потиче из самог срца Шумадије, у детињству није ни сањала да ће једном, када одрасте постати толико позната телевизијска водитељка. Ипак, судбина и животне околности, узеле су ствари у својим рукама и већ су завршиле средњу школу, Катарину су довеле у Београд где је завршио своје студије и где је убрзо након завршетка студија започела своју водитељску каријеру.
Основну школу, Катарина Шишмановић је завршила у Крагујевцу, где је након тога уписала, а четири године касније и завршила чувену Прву крагујевачку гимназију.
У периоду школовања, Катарина је била врло марљив и учењу посвећен ђаку и одличном успеху који је остварила у школи био је логичан резултат такве чињенице.
По завршетку Прве крагујевачке гимназије, Катарина се преселила у Београд, како би уписала Факултет политичких наука, на којем је четири године касније успешно дипломирала.
Оно што је поред чврсте жеље да заврши студије, Катарина са собом понела за Београд, јесте лепо васпитање које носи из своје породице и којим се може похвалити и данас када је одрасла и пословно успешна млада жена.
Један од првих емисија коју водила је била Прогностикон, емитована на трећем каналу.

## Емисије
| Година      | Емисија            | Канал                              |
| ----------- | ------------------ | ---------------------------------- |
| ????        | Прогностикон       | 3К                                 |
| ????        | Здраво, здравље    | ТВ Б92                             |
| ????—2004.  | имПУЛС             | РТС 1, 2, Сателит, 3К, ТВ Политика |
| 2002—2005.  | Зум                | 3К                                 |
| 2005—2007.  |                    | ТВ Политика, Студио Б, ТВ Ентер    |
| 2007—2017.  | Све за љубав       | Пинк ТВ                            |
| 2014.       | Плес са звездама   | Прва                               |
| 2018.       | Ко је на врху?     | Пинк ТВ                            |
| 2023—надаље | Хајде да се волимо | РТС 1                              |